# 唐津市立鬼塚小学校
唐津市立鬼塚小学校（からつしりつ おにづかしょうがっこう）は佐賀県唐津市養母田（やぶた）にある公立小学校。

## 概要
歴史
1895年（明治28年）に和多田（わただ）、山本、千々賀（ちちか）の尋常小学校3校を統合して開校。数回の改編・改称を経て、現校名になったのは鬼塚村が唐津市に編入された1954年（昭和29年）。2020年（令和2年）に創立115周年を迎えた。
校章
桜の花弁を背景にして、中央に校名の「鬼塚」の文字（縦書き）を置いている。
校歌
作詞は斉藤正夫、作曲は迎巌による。歌詞は3番まであり、校名は歌詞中に登場しない。
通学区域
住所表記で唐津市の後に「養母田鬼塚、養母田、山本、石志、千々賀、畑島、山田、橋本」が続く地域。
中学校区は唐津市立鬼塚中学校。

## 沿革
- 1892年（明治28年）5月 - 和多田・山本・千々賀の尋常小学校3校が統合され、鬼塚村養母田に「鬼塚尋常小学校」が創立。
- 1908年（明治41年）7月 - 移転を完了。
- 1940年（昭和16年）4月1日 - 国民学校令の施行により、「鬼塚国民学校」に改称。尋常科を初等科に改める。
- 1947年（昭和22年）4月1日 - 学制改革（六・三制の実施）により、「鬼塚村立鬼塚小学校」に改組・改称される。
  - 新制中学校「鬼塚村立鬼塚中学校」が併設される。
- 1951年（昭和26年）11月24日 - 中学校より出火し、南寮を焼失。
- 1952年（昭和27年）4月1日 - 併設の鬼塚中学校の運営が鬼塚村立から、鬼塚村・久里村組合立に変更となる。
- 1954年（昭和29年）11月1日 - 鬼塚村が唐津市に編入したことから、「唐津市立鬼塚小学校」（現校名）に改称。
- 1955年（昭和30年）4月1日 - 和多田分校を唐津市立外町小学校に移管。

## アクセス
最寄りの鉄道駅
- JR九州
  - 唐津線・筑肥線 「山本駅」
  - 唐津線（・筑肥線）「鬼塚駅」

最寄りのバス停留所
- 昭和自動車 「川原橋」停留所

最寄りの幹線道路
- 国道202号
- 国道203号
- 西九州自動車道（唐津伊万里道路）「唐津千々賀山田IC」

## 周辺
- 唐津市立鬼塚中学校
- 佐賀県立唐津特別支援学校
- 佐賀県立唐津工業高等学校
- 唐津自動車学校
- 松浦川
- 徳須恵川

## 参考資料
- 「唐津市史」（1962年（昭和37年）8月, 唐津市史編纂員会）p. 1186 - p. 1187

## 関連事項
- 佐賀県小学校一覧